# Third Avenue
La Third Avenue è un'arteria nord-sud nell'East Side del distretto di Manhattan a New York, nonché nella parte centrale del Bronx. La sua estremità meridionale è a Astor Place e St. Mark's Place. Passa per Cooper Square e, più a sud, a Bowery, Chatham Square e Park Row. Il lato di Manhattan termina a East 128th Street. La Third Avenue è a doppio senso da Cooper Square alla 24th Street, ma dal 17 luglio 1960 ha trasportato solo traffico in direzione nord (uptown) nel tratto di Manhattan. Nel Bronx, è di nuovo a doppio senso. Tuttavia, il Third Avenue Bridge trasporta il traffico veicolare nella direzione opposta, consentendo solo il traffico in direzione sud, rendendo il viale essenzialmente non continuo per i veicoli a motore tra i due distretti.
La strada lascia Manhattan e prosegue nel Bronx attraversando il fiume Harlem sul Third Avenue Bridge a nord della East 129th Street fino a East Fordham Road al Fordham Center, dove si interseca con la US 1. È una delle quattro strade che formano The Hub, un sito di massimo traffico e densità architettonica, nel South Bronx.
Come la maggior parte delle strade urbane, la Third Avenue era sterrata fino alla fine del XIX secolo. Nel maggio 1861, secondo una lettera al direttore del New York Times, la strada fu teatro di una marcia di prova per le truppe scarsamente equipaggiate del 7º reggimento di fanteria volontaria di New York: "Gli uomini non erano in uniforme, ma molto mal vestiti, in molti casi con le ciabatte. L'aria da affari con cui marciavano rapidamente attraverso il fango profondo della Third-avenue era la più notevole."

## Trasporto pubblico

### Autobus
Porzioni della Third Avenue sono servite da diverse rotte a Manhattan. Gli autobus che servono la Third Avenue includono la Third e la Lexington Avenues Line (o la Third e Amsterdam Avenues Line). Si noti che il servizio M98, M101, M102 e M103, in direzione sud, opera su Lexington Avenue a nord di East 24th Street.
- M98: tra l'Hunter College e l'Harlem River Drive
- M101 e M103: tra Cooper Square e East 125th Street
- M102: tra Cooper Square e East 116th Street

Lungo la Third Avenue del Bronx circolano anche diverse linee di autobus:
- Bx2: tra la 138a est e la 149a est
- Bx15 (e precedentemente Bx55): tra la East 149th Street e Fordham Plaza
- Bx21: tra la East 138th Street e Boston Road

### Metropolitana
La Third Avenue era la sede della Third Avenue Railroad, una linea di vetture trainate da cavalli fondata nel 1853 che si evolvette in uno dei più grandi sistemi di tram a Manhattan, nel Bronx e nella contea di Westchester. Successivamente fu servita dalla linea sopraelevata Third Avenue, che operò dal 1878 fino al 1955 a Manhattan, e fino al 1973 nel Bronx. La Bx55 sostituì la Third Avenue Line nel Bronx nel 1973. All'epoca in cui l'El veniva demolito a Manhattan, c'era un movimento per ribattezzare l'intera Third Avenue a Manhattan "the Bouwerie" (ma non la parte nel Bronx), sebbene non avesse mai fatto parte di Bowery. Oggi, la stazione Third Avenue-149th Street (treni 2 e 5) e la stazione Third Avenue-138th Street (treni 6) sono servite Metropolitana di New York.
A Manhattan, diverse linee della metropolitana di crosstown hanno ingressi sulla Third Avenue:
- Treni F, <F>, e Q: Lexington Avenue–63rd Street station
- Treni N, R, e W: Lexington Avenue–59th Street station
- Treni E e M: Lexington Avenue–53rd Street station
- Treni L: Third Avenue station